# Kurie (katolická církev)
Správní jednotka Svatého stolce, která pomáhá papeži, viz Římská kurie
Kurie je oficiální orgán, který řídí určitý subjekt katolické církve. Tyto kurie se pohybují od relativně jednoduchých diecézních kurií, přes větší patriarchální kurie, kurie různých katolických církví až po římskou kurii, která je ústředním orgánem katolické církve. Kurii mohou mít i jiné katolické orgány, například řeholní instituty.
Tyto kurie jsou historicky odvozeny od římských kurií a tento název si ponechaly, i když mají nyní zcela jiné funkce. Když se římská říše zhroutila, mnoho správních funkcí, které dříve vykonával stát, přešlo na jedinou pevnou instituci, kterou zůstala církev. Biskup a kurie převzali místo státních úředníků, často až do té míry, že seděli na stejné židli ve stejné budově. Kurie tedy přešla do rukou řeholníků a poté mnohokrát změnila své funkce, ale vždy si zachovala svůj tradiční název, alespoň v těch křesťanských denominacích, které si zachovávají silnou kontinuitu s apoštolskou tradicí.

## Diecézní kurie
Každá diecéze a eparchie má kurii, kterou tvoří hlavní úředníci diecéze. Tito úředníci pomáhají diecéznímu biskupovi při řízení místní církve.
Diecézní kurii tvoří generální vikář, který je obvykle také moderátorem kurie, biskupští vikáři, kancléř kurie, vicekancléři a notáři, finanční úředník a finanční rada. Biskup může přidat i další úředníky podle svého výběru.

## Patriarchální kurie
Patriarcháty a vyšší arcibiskupství východních katolických církví mají shromáždění zvané patriarchální kurie, které pomáhá patriarchovi nebo vyššímu arcibiskupovi při správě církve sui iuris. Patriarchální kurie se liší od diecézní nebo eparchiální kurie patriarchovy diecéze nebo eparchie.
Patriarchální kurii tvoří stálý synod církve, kancléř, pomocný kancléř a notáři, patriarchální finanční úředník, patriarchální liturgická komise a další patriarchální komise a patriarchální tribunál. Do patriarchální kurie mohou být zvoleni až tři biskupové.

## Římská kurie
Hlavní článek: Římská kurie
Správní jednotka Svatého stolce se nazývá Římská kurie, která pomáhá papeži při řízení katolické církve. Římská kurie zahrnuje sekretariáty, kuriální dikasteria, papežské rady, papežské komise, tribunály a další úřady.